# Letteratura irlandese
Con il termine letteratura irlandese si intende sia la produzione letteraria antica dell'Irlanda in lingua gaelica, nelle sue diverse fasi fra il VII e il XVI secolo, che quella moderna, in gaelico e in inglese, espressa a partire dal XVII secolo da autori di origine irlandese, alcuni dei quali residenti oltre i confini del Paese.
Con l'indipendenza dal secolare dominio della Corona Britannica (1922), l'isola si è divisa in due entità politiche separate: la Repubblica d'Irlanda (Éire) e l'Irlanda del Nord (Ulster). Quest'ultima fa parte del Regno Unito, ma la sua letteratura si confronta e si interseca inevitabilmente con quella del resto d'Irlanda.
Le esperienze storico-politiche e sociali hanno sempre influenzato la letteratura irlandese da un punto di vista sia tematico che linguistico.
I conflitti tra Irlanda e Inghilterra e i momenti drammatici che si sono susseguiti nel corso della storia del Paese hanno rafforzato o sconvolto i rapporti tra culture così diverse.
Concetti come la tradizione, la cultura, l'identità e il senso della nazione sono stati messi spesso in discussione e confrontati con le esperienze di paesi lontani e diversi come gli Stati Uniti, rifugio di molti autori irlandesi.
In questo contesto multiculturale non si può quindi parlare di una singola letteratura irlandese, ma di diverse espressioni legate alla stessa componente nazionalista:
- La produzione in gaelico, la più legata alla tradizione
- L'anglo-irlandese, identificabile in autori che pur adottando la lingua inglese non rinnegano la propria origine irlandese e ne traggono ispirazione.

In ogni caso dal XVII secolo gli scrittori irlandesi si devono confrontare con la tradizione letteraria inglese, scegliendo di accoglierla o di rifiutarla.
Dopo la nascita della Repubblica d'Irlanda (1949) il tentativo di incarnare lo spirito nazionalista è affidato al romanzo, ma tutt'oggi non si può affermare che questo processo si sia concluso. L'Irlanda resta nei fatti ancora un esempio di nazione divisa dove le varie espressioni sociopolitico culturali si intersecano o si scontrano tra loro, perché, come sostiene D. Kiberd, la decolonizzazione del territorio è paradossalmente più facile di quella della mente.
Dagli anni novanta si assiste tuttavia ad una fioritura letteraria (“New Irish Renaissance”) grazie ad autori che, pur fortemente ancorati alle proprie radici, esprimono un linguaggio che va oltre i confini d'Irlanda.

## Le origini
La letteratura irlandese è la più antica tra quelle provenienti dalla cultura celtica, che dal 600 a.C. fino al XII secolo d.C. ha influenzato la struttura etnica e linguistica dell'isola.
Le prime testimonianze, risalenti ai secoli IV e V a.C., sono iscrizioni sepolcrali in alfabeto Ogham.

### Cristianesimo e parola scritta

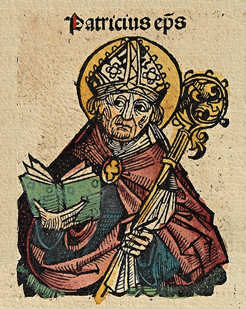
San Patrizio, patrono d'Irlanda

Con la diffusione del cristianesimo ad opera di San Patrizio e la fondazione dei primi monasteri, a partire dal V secolo d.C. compare la parola scritta in alfabeto latino. I monaci mettono in glosse la tradizione della poesia celtico irlandese (o gaelica), tramandata oralmente fino a questo momento.
Spesso a margine dei manoscritti miniati trascrivono gli antichi versi ed è in questo modo che sono arrivate fino a noi, in un linguaggio ancora arcaico, saghe i cui testi troveremo ritrascritti spesso in epoche più tarde. È il caso del Táin Bó Cúailnge, composizione epica arrivata ai giorni nostri incompleta tramite versioni risalenti al XII secolo, ma scritta in realtà in una lingua risalente all'VIII-VI secolo a.C.
Tra le prime opere dei monaci irlandesi merita un particolare rilievo, oltre alla Confessio dello stesso San Patrizio, il Commento alle lettere di Paolo (c. 410 d.C.) di Pelagio, monaco quasi sicuramente irlandese, padre dell'eresia del pelagianesimo.

### Dai Vichinghi ai Normanni
La successiva invasione vichinga (IX-XI sec.) distrugge molte opere e oggetti d'arte del periodo precedente, con l'abbattimento della gran parte dei monasteri e la conseguente fuga di monaci e studiosi verso il continente.
L'arrivo dei Normanni agli inizi del XII secolo porta nuovi impulsi letterari introducendo nell'isola opere dalla Grecia e dalla Provenza. Le traduzioni dell'Iliade, dell'Odissea, dell'Eneide e dei racconti del ciclo arturiano influenzano anche la poesia gaelica.
Ha inizio qui il lento processo di fusione e d'integrazione di lingue e culture diverse con la popolazione celtica e il progressivo spostamento della vita sociale dei nobili dalle corti verso le città.

## Il Medioevo
Nei manoscritti medievali ritroviamo i racconti della tradizione celtica che possono essere ricondotti a quattro cicli solitamente denominati come:
1. il Ciclo mitologico;
2. il Ciclo dell'Ulster;
3. il Ciclo feniano;
4. il Ciclo storico, detto anche Cronaca d'Irlanda.

Al primo gruppo si fa risalire la mitologia irlandese, con i suoi miti, le saghe e le credenze religiose. Si tratta perlopiù di racconti ispirati alla formazione dell'Irlanda e ai suoi popoli, in particolare ai Túatha Dé Danann, Il popolo della Dea Dana, fra i primi abitanti dell'isola.
Meno solenne è il Ciclo dell'Ulster, che parla dei guerrieri del re Conchobar, in particolare dell'eroe CùChulainn. Spesso i protagonisti di questi racconti sono esperti in arti magiche ed hanno familiarità con l'aldilà. Vi compaiono anche figure femminili, come la regina Maeve.
Il Ciclo feniano tre secoli dopo tratta la storia dell'eroe-guerriero Fionn mac Cumhaill e del suo esercito (fiana). Molti di questi poemi trattano le vicende di Oísin od Ossian, figlio di Finn: perciò, in seguito alla falsa traduzione dal gaelico di James Macpherson del 1761, il ciclo viene definito "Ossianico".
Il Ciclo storico (o dei re) tratta le vicende dei sovrani irlandesi fra il III e il VII secolo d.C.
Durante il corso del Medioevo l'Irlanda conosce l'inizio della dominazione inglese.
Temendo le mire espansioniste dei cavalieri normanni interviene Enrico II d'Inghilterra, che sbarcando a Waterford nel 1171 è il primo sovrano inglese ad occupare l'Irlanda. L'integrazione della popolazione anglo-normanna con quella irlandese sarà un percorso travagliato che durerà  fino al XV secolo.
In questa fase gli scrittori irlandesi si esprimono ancora in gaelico, anche se comincia a prendere corpo l'anglo-irlandese (Hiberno English), la nuova forma linguistica nata dalla fusione con la lingua dei dominatori.

## Il periodo moderno
Durante tutto il corso del XVI secolo il dominio inglese si rafforza assegnando ai coloni inglesi appezzamenti di terra (plantations), ma è nel XVII secolo che avviene la definitiva sottomissione dell'Irlanda alla Corona Britannica.
Questo è un periodo drammatico per l'Irlanda, che subisce due guerre civili (1641-53 e 1689-91).
I dominatori inglesi espropriano i beni ai proprietari terrieri irlandesi e li sottomettono con leggi discriminatorie (Leggi penali irlandesi, 1690).
Con la riforma protestante e la chiusura dei monasteri voluta da Enrico VIII la vita culturale migra dagli ambiti religiosi e dalle corti verso la città, dove nasce la nuova classe dirigente che parla inglese, è di fede protestante e compie gli studi in scuole di prestigio come il Trinity College di Dublino (fondato nel 1592).
Lentamente va a sparire la figura del poeta-cantore e gli intellettuali legati alla tradizione sono spesso costretti a trasferirsi nella cattolica Francia; fra questi c'è Geoffrey Keating, autore della Storia d'Irlanda (Foras Feasa ar Éirinn), un'opera che evidenzia l'idea dell'identità irlandese legata ai valori cattolici.
Seppure osteggiata dalle autorità come strumento di diffusione di idee sovversive, la poesia in gaelico sopravvive fino al XVIII secolo con alcuni artisti: Piaras Féiriteir, istigatore della lotta contro Oliver Cromwell e per questo impiccato nel 1653, Tadhg Dall Ó hÚigínn e Toirdhealbhách Ó Cearbhalláin, meglio noto come Turlough O'Carolan.
Nel XVII secolo muoiono le antiche scuole bardiche (l'opera in gaelico Gile na Gile di Aogán Ó Rathaille ne è sicuramente l'ultima espressione) e lasciano il posto a un nuovo genere satirico di cui è massimo esponente Brian Mac Giolla Meidhre, conosciuto come Brian Merriman (Il tribunale di mezzanotte e Il parlamento del clan dei Thomas).

### Produzione Anglo-Irlandese del XVIII e XIX secolo

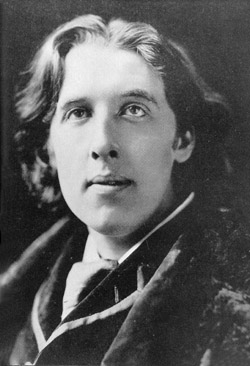
Oscar Wilde

A partire dal XVIII secolo la grande produzione letteraria irlandese è in lingua inglese e in molti casi gli artisti e gli intellettuali irlandesi più rappresentativi vivono in Inghilterra. Fra questi Jonathan Swift, importante esponente della prosa satirica in lingua inglese, autore de I viaggi di Gulliver (1726), Oliver Goldsmith, i filosofi George Berkeley e Edmund Burke, e il sentimentalista Henry Brooke.
Con la promulgazione dell'Act of Union (1800) il parlamento irlandese viene definitivamente sciolto e nasce il Regno Unito di Gran Bretagna e Irlanda (1801). In seguito viene ufficialmente proibito nel sistema scolastico l'uso della lingua irlandese (1830), viene istituita la National School con l'insegnamento obbligatorio dell'inglese, Dublino perde prestigio e Londra catalizza l'attenzione degli intellettuali irlandesi. Fra questi il più famoso è certamente Oscar Wilde, noto esponente del decadentismo e dell'estetismo letterario, che pur vivendo nella capitale inglese mantiene inalterati i tratti distintivi della sua origine. Opere come Il ritratto di Dorian Gray (1890), L'importanza di chiamarsi Ernesto, Un marito ideale, Salomè, testimoniano la forza ironica, l'intelligenza, la sagacia e l'arguzia del più scomodo scrittore irlandese del XIX secolo.
Oscar Fingal O'Flaherty Wills Wilde, nato a Dublino e morto a Parigi, autore di romanzi e di fiabe, di opere teatrali e di poesie, con i suoi pungenti aforismi e paradossi attira spesso le critiche della perbenista società inglese dell'epoca vittoriana. Accusato di omosessualità viene condannato a due anni di lavori forzati, durante i quali scrive La ballata del carcere di Reading e il De Profundis.
Dell'Età vittoriana da ricordare Joseph Sheridan Le Fanu, il maggiore autore di storie di fantasmi del XIX secolo, e di paranormale, noto per il romanzo Lo zio Silas (1865) e per il racconto gotico Carmilla (1872), in cui descrive la persecuzione di una vampira nei confronti di una ragazza. Sempre in questo periodo, un importante romanzo per lo sviluppo del genere orrorifico è il celebre romanzo epistolare, Dracula (1897), capolavoro del dublinese Bram Stoker, una storia gotica su un gruppo di persone che cerca di fronteggiare un terribile vampiro rumeno.
Fra gli altri autori irlandesi del periodo: Maria Edgeworth, James Clarence Mangan, John Banim, Gerald Griffin, Charles Kickham e William Carleton.

### Celtic Revival

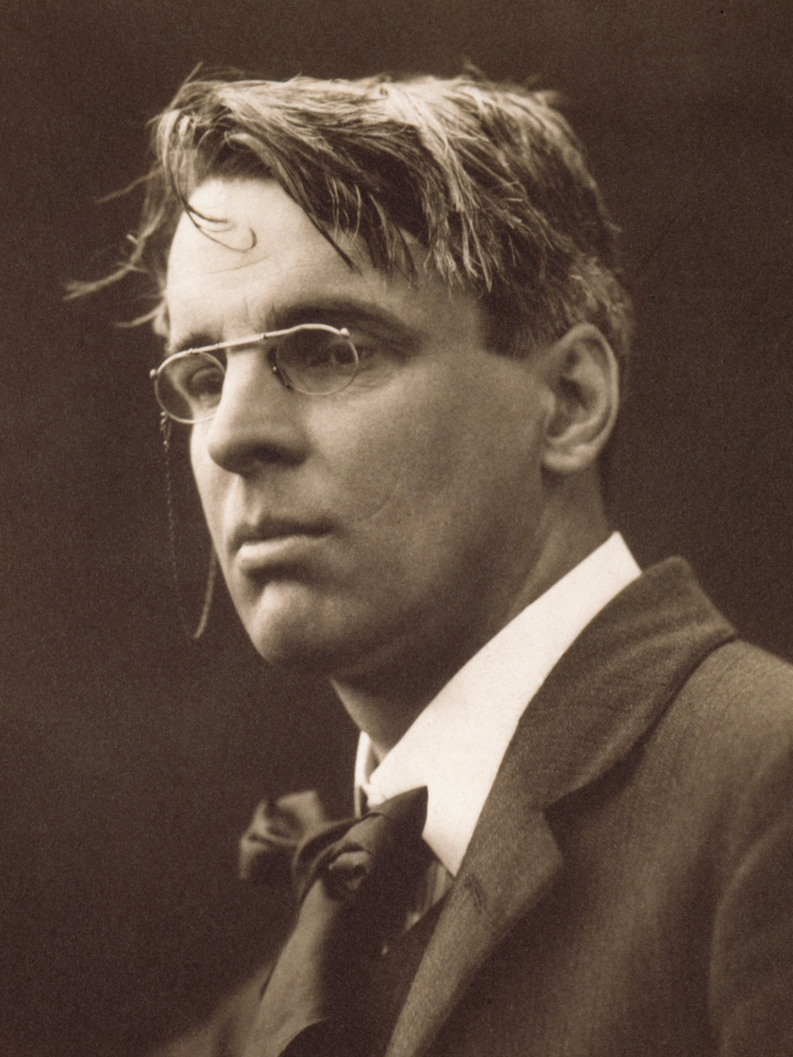
William Butler Yeats

La Grande carestia irlandese (1845 - 1849) e i moti di ribellione contro la dominazione britannica (Giovane Irlanda, 1848) impoveriscono e dimezzano la popolazione d'Irlanda, causando l'emigrazione di milioni di profughi verso la Scozia, il Canada e soprattutto l'America.
Il Paese in questo momento è in profonda crisi socio-economica, ha l'esigenza di recuperare le proprie origini ed è alla ricerca di un'identità.
Nasce così, nel 1893,  la Lega Gaelica (Conradh na Gaeilge), organizzazione letteraria fondata da Douglas Hyde. La Lega è la prima a ripristinare l'uso della lingua originaria, rappresentando nel 1901 la commedia in gaelico Casadh an tSùgàin (La corda di paglia) e dando il simbolico avvio alla nascita del movimento indipendentista irlandese.
Ma è con William Butler Yeats (Nobel per la letteratura nel 1923) e la sua antologia Poems and ballads of Young Ireland (1888) che si può parlare di un vero e proprio Celtic revival (Rinascimento celtico). A lui, celebrato ideologo di questo movimento culturale, espressione di patriottismo e nazionalismo intriso di suggestioni decadentiste e simboliste, si devono la creazione prima della National Literary Society di Londra (1892), poi dell'Irish Literary Theatre (1897) e successivamente dell'Irish National Theatre Society (1902). L'Abbey Theatre di Dublino, dove quest'ultima si insedia poi stabilmente, diventa la massima espressione del teatro della tradizione e il punto di riferimento degli intellettuali irlandesi.
Grazie alla grande opera di Yeats e al realismo magico della prosa di Lady I.A. Gregory e di Edward Martyn c'è quindi un ritorno all'antico spirito delle origini, ma contemporaneamente si avverte l'urgenza di una maggiore concretezza. Questi aspetti emergono nel Manifesto for Irish Literary Theatre, dove si esprime l'ambizione di fondare una nuova scuola di letteratura, il bisogno di sperimentazione e la necessità della partecipazione di tutto il popolo irlandese a questo processo:
(W.B.Yeats, Lady I.A. Gregory e Edward Martyn dal Manifesto for Irish Literary Theatre)
L'elaborazione di una nuova espressione culturale più attenta alla realtà è affidata ad artisti come Padraic Colum, W. Boyle, L. Robinson, Seumas O'Kelly, St. J.Ervin, T.C.Murray, i cui scritti contribuiscono a creare una nuova coscienza sociale che porterà alla ribellione anglo-irlandese degli anni '20.

## Dall'indipendenza agli anni '60

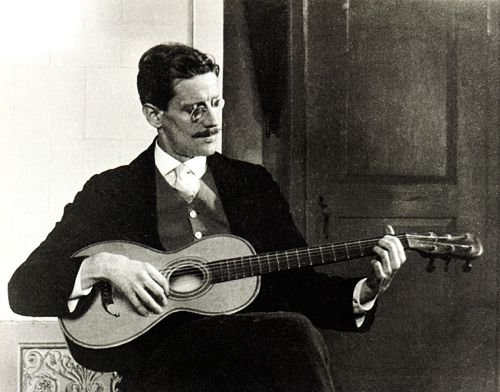
James Joyce nel 1915

Con la rivolta scoppiata a Dublino nel 1916 (Rivolta di Pasqua) e terminata con l'esecuzione degli insorti capeggiati da James Connolly, si avvia il movimento rivoluzionario indipendentista che porterà alla creazione dello Stato Libero d'Irlanda (1921), di cui W.B.Yeats sarà senatore per alcuni anni, e successivamente della Repubblica d'Irlanda (1949).
In un momento in cui anche la cultura è pervasa da impulsi nazionalistici, costituisce un caso a sé la vicenda umana e artistica di James Joyce.
Joyce, esponente del modernismo, che è molto legato alle proprie origini ma ritiene l'azione degli indipendentisti irlandesi solo un'espressione volgare del nazionalismo, nel 1902 lascia Dublino per Parigi alla ricerca di nuovi stimoli culturali in Europa, tornando poi in Irlanda solo per brevi periodi.
Con lo stile innovativo e simbolico delle sue opere (Gente di Dublino, Ritratto dell'artista da giovane, Ulisse, Finnegans Wake) e con il suo sperimentalismo linguistico conquista i lettori di tutto il mondo. Proprio in questo suo contrastato ma decisivo legame con il Paese d'origine risiede il suo maggior contributo alla sprovincializzazione della cultura irlandese successiva.
Tra i suoi immediati eredi si possono ricordare altri due grandi sperimentatori: Flann O'Brien (Una pinta d'inchiostro irlandese) e Samuel Beckett, futuro premio Nobel nel 1969 (Aspettando Godot).
Premio Nobel per la letteratura (1925) è anche George Bernard Shaw, altro grande irlandese che segna il passaggio dal XIX al XX secolo. Narratore e drammaturgo, con la sua opera più famosa, Pigmalione, vince anche un Oscar alla migliore sceneggiatura non originale nell'adattamento cinematografico del 1938.
Grazie all'opera di questi artisti, ma soprattutto di Joyce, la cultura irlandese viene proiettata in un contesto europeo e globale che la spinge oltre i confini di un'espressione esclusivamente post-coloniale. In quest'ottica il recupero della tradizione diventa una vera e propria riconquista dell’irlandesità  da vivere come valore universale. La letteratura irlandese, dagli ultimi 60 anni del XX secolo al primo decennio del XXI secolo, compie un cammino che, come sostiene Renzo S. Crivelli, è una progressiva metabolizzazione dei vecchi motivi attraverso la scoperta di nuovi codici espressivi. Da menzionare il poeta, drammaturgo e romanziere Austin Clarke.

## Letteratura contemporanea
La seconda metà del XX secolo è segnata dal conflitto armato degli anni '70 e '80 fra i nazionalisti dell'IRA (Irish Republican Army) e gli unionisti filobritannici, una sorta di guerra civile scatenata dall'eccidio di Derry (Bloody Sunday del 30 gennaio 1972), in cui 13 civili disarmati vengono uccisi a sangue freddo dai soldati inglesi.
La contrastata pace degli anni '90 (Accordo del Venerdì Santo,  10 aprile 1998) porta ad una tregua a tutt'oggi rispettata, pur fra segnali di rivolta mai del tutto sopiti.
La situazione politica ha ovvie ripercussioni sulla scena culturale dominata prima da un senso d'insicurezza poi da tentativi sempre più concreti di proporre soluzioni per risolvere in modo artistico anche i contrasti più forti.
Come risultato nasce una letteratura nella quale la decisa contrapposizione fra le due culture, quella dell'Ulster e quella Repubblica d'Irlanda, sembra trovare una conciliazione.

### Poesia
Il nuovo impulso si avverte già dopo la metà del XX secolo con i poeti del Belfast Group (1963), ma di vera e propria grande rinascita della poesia irlandese si può parlare negli ultimi decenni del ‘900, quando dal nord dell'isola il fenomeno si estende al sud.
Passando da un iniziale recupero delle diverse lezioni di Yeats e di Joyce si arriva ad una rielaborazione, frutto dell'esigenza di rinnovamento, che utilizza in modo nuovo la lingua, confrontandosi con la cultura europea.
È questo quello che viene definito il Nuovo rinascimento celtico, rappresentato da Seamus Heaney (premio Nobel per la letteratura nel 1995), poeta che ricerca l'equilibrio fra i contrasti e le problematiche della storia, del mito, della violenza e dell'esilio, temi che tornano nelle raccolte di poesie Station Island (1992), Una porta nel buio (1996), Electric Light (2003).
Anche T. Kinsella, B. Kennelly, D. O’Grady, S. Deane, Derek Mahon, Michael Longley, F. Ormsby, C. Carson, P. Muldoon, T. Paulin e W.J. McCormack (pseudonimo del critico e poeta Hugh Maxton) contribuiscono, in varia misura e con tematiche diverse tra loro, alla creazione di nuove formule poetiche in grado di avvicinare le diverse suggestioni dell'intera Irlanda.
Fondamentale la presenza delle donne: E. Boland, E. Ní Chuilleanáin, M. Dorcey, P. Meehan, M. McGuckian e R.A. Higgins riescono a rileggere in chiave moderna il tema della figura femminile legata al passato e alla tradizione celtica.

### Teatro
Benché Yeats, Lady I.A. Gregory e Edward Martyn, con il Manifesto per il teatro, abbiano svolto un ruolo fondamentale nella costruzione dell'identità nazionale, i successivi sviluppi politici dell'Irlanda e la divisione dell'isola in seguito alla proclamazione della Repubblica d'Irlanda (1949), procurano una nuova crisi che porta anni di vuoto creativo soprattutto sul piano culturale. Ne è culmine simbolico l'incendio dell'Abbey Theatre (1951) di Dublino, teatro nazionale irlandese fondato da Yeats nel 1899, e il trasferimento della sua attività, per 15 anni, al Queen's Theatre.
La ripresa parte da altri luoghi: il Gate Theatre e soprattutto il Pike Theatre, un piccolo centro sperimentale (1953), espressione della Dublino bohémienne, dove vengono presentati testi delle avanguardie europee e americane (Sartre, Paul Claudel, Tennessee Williams, Ionesco).
È la riapertura del nuovo Abbey Theatre nel 1966, completamente rimodernato anche nella struttura architettonica, e ancor più lo spazio alternativo del Peacock (nel suo seminterrato), a favorire la produzione sperimentale del teatro in lingua irlandese. L'espressione della diversità dei valori culturali del Nord è garantita dal nuovo Lyric Theatre, inaugurato nel 1968 a Belfast.
Questa fioritura teatrale e il cambiamento di rotta nei testi proposti costituiscono il terreno fertile per l'assegnazione del Premio Nobel a Samuel Beckett nel 1969.
Durante i tragici avvenimenti sociopolitici degli ultimi decenni del XX secolo anche il teatro è improntato all'auto-analisi e alla riflessione sull'attualità del Paese. Enda Walsh, Martin McDonagh e Conor McPherson ben rappresentano la nuova generazione di giovani drammaturghi irlandesi apprezzati ed esportati in tutta la Gran Bretagna e negli Stati Uniti.
Oltre ad essi, il più rappresentativo è senza dubbio Brian Friel. Dagli esordi nei primi anni '60, insieme a T.Murphy, T.Kilroy e H. Leonard, fino alle ultime produzioni riprese anche dal cinema, tutti i suoi lavori sono accomunati dai temi dell'emigrazione, dell'esilio, reale o psicologico, e dell'identità nazionale. Altri autori di spicco del teatro irlandese contemporaneo sono: Frank McGuinness, T.MacIntyre, G. Reid e, fra le voci femminili, A. Devlin  e M. Carr.

### Prosa
Con le autobiografie di Maurice O'Sullivan e Tomas O'Crohan, i romanzi di Elizabeth Bowen e Edna O'Brian, e con Patrick Kavanagh, Bernard MacLaverty, Patrick McCabe, Glenn Patterson, John Banville, W. Trevor, B. Moore e S. Deane, anche i temi ricorrenti della prosa irlandese del XX secolo vanno di pari passo con l'evoluzione storico-politica d'Irlanda.
Molti scrittori dell'ultima generazione, pur ambientando le proprie storie nel Paese d'origine, riescono ad esprimere il disagio di tutto il mondo giovanile contemporaneo. È il caso del giovane Joseph O'Connor (Cow-boys and Indians) e dello scrittore-regista Neil Jordan (La moglie del soldato, Oscar alla migliore sceneggiatura originale nel 1993).
Anche Roddy Doyle (The Commitments, The Snapper, The Van) e l'irlandese-americano Frank McCourt (Premio Pulitzer nel 1997 con Le ceneri di Angela) sono autori di storie riprese dal cinema e trasformate in film di successo.

### Produzione in gaelico
La letteratura irlandese in lingua gaelica è presente durante tutto il corso del ‘900. Con temi di ispirazione rurale o comunque legati ad ambiti regionali, dove spesso il gaelico resta la lingua madre comunemente parlata (Galway, le isole Aran), emergono le novelle di Pádraic Ó Conaire; i romanzi di Tomas O'Crohan (Tomás Ó Criomhthain), Maurice O'Sullivan (Muiris Ó Súilleabháin), Máirtín Ó Cadhain, Flann O'Brien e Peig Sayers; la produzione poetica di Patrick Pearse, S. Ó Ríordáin, Máire Mhac an tSaoi, Pádraig de Brún e Liam Gogan; i testi teatrali di D. Hyde, Brendan Behan, E. Ó Tuairisc, S. Ó Tuama, Áine Ní Ghlinn e Máiréad Ní Ghráda.
Neanche con l'arrivo del XXI secolo questa produzione letteraria conosce flessioni, anzi sembra trovare nuova linfa nelle molte traduzioni di testi antichi e nelle liriche di M. Hartnett, che alterna il gaelico all'inglese, ma soprattutto nelle opere della scrittrice Nuala Ní Dhomhnaill (The Water Horse: Poems in Irish, Ireland in the 20th century , The incredible hides in every house: A collection of short stories and poetry in aid of habitat for humanity), la cui fortuna valica i confini d'Irlanda grazie al fatto che alcuni suoi lavori in gaelico sono stati tradotti in inglese, francese, italiano, norvegese e giapponese.
Nuala Ní Dhomhnaill affronta così la questione della lingua:
Cuirim mo dhóchas ar snámh

I mbáidín teangan

Faoi mar a leagfá naíonán

I gcliabhán

A bheadh fite fuaite

De dhuilleoga feileastraim

Is bitiúman agus pic

Bheith cuimilte lena thóin

Ansan é a leagadh síos

I measc na ngiolcach

Is coigeal na mbán sí

Le taobh na habhann,

Féachaint n’fheadaraís

Cá dtabharfaidh an sruth é,

Féachaint, dála Mhaoise,

Pongo la speranza sulle onde

Nella barchetta

Della nostra lingua,

Come un neonato

In un cestello di foglie

D’iris, dal fondo

Coperto da strati

Di pece e bitume,

Lasciato poi a galla

Fra canne e papiri

Lungo il fiume,

Chissà dove lo porta

La corrente,

Magari, come Mosé,

In grembo alla figlia

Di un faraone.»
(Nuala Ní Dhomhnaill in A poetry reading by Ireland's most distinctive voice, in Hesburg Library Auditurium, 2 November 2006)

## Premi Nobel irlandesi per la letteratura
L'Irlanda ha dato un grande contributo alla letteratura mondiale ed ha avuto quattro Premi Nobel per la letteratura:
- 1923, William Butler Yeats
- 1925, George Bernard Shaw
- 1969, Samuel Beckett
- 1995, Seamus Heaney

### Edizioni recenti di letteratura gaelica in italiano

#### Letteratura medievale
- Melita Cataldi (a cura di), Antica lirica irlandese, Torino, Einaudi, 1982, ISBN 978-88-0654-163-7
- Giovanni Giusti (a cura di), Antiche liriche irlandesi, Roma, Salerno Editrice, 1991, ISBN 978-88-8402-074-1
- D. Hyde, M. Cataldi (a cura di), Accanto al fuoco, Milano, Guanda, 1993, ISBN 978-88-7746-426-2
- G Agrati, M.L. Magini (a cura di), La saga irlandese di Cu Chulainn, Milano, Mondadori, 1994

#### Letteratura moderna
- Bollirà la rugiada. Poesia irlandese contemporanea, Faenza, Mobydick, 1996, ISBN 978-88-8512-298-7
- Dopo lungo silenzio. Poesia irlandese contemporanea, Faenza, Mobydick, 1997, ISBN 978-88-8178-032-7
- Padraig Ó Snodáigh, Linda, Faenza, Mobydick, 1997, ISBN 978-88-8178-024-2
- Brian Merriman, Il tribunale di mezzanotte (Cúirt an Mheon-Oíche), trad. di E. Brugnatelli, Lesmo (MB), EBS Print, 2019, ISBN 978-88-9349-504-2
- Pádraic Ó Conaire, Esilio (Deoraíocht), trad. di E. Brugnatelli, Lesmo (MB), EBS Print, 2019, ISBN 978-88-9349-568-4
- Máire Nic Mhaoláin, Vita di Cormac re d'Irlanda (Bheatha Chormaic), trad. di E. Brugnatelli, Lesmo (MB), EBS Print, 2019, ISBN 978-88-9349-685-8
- E. Brugnatelli (trad. e cura), Máirtín Ó Direáin. Opere scelte. Un poeta gaelico nell'irlanda moderna, Lesmo (MB), EBS Print, 2020, ISBN 978-88-9349-701-5
- Tomás Luibhéid, Qualche accenno in proposito (Ag tagairt don scéal), trad. di E. Brugnatelli, Lesmo (MB), EBS Print, 2021, ISBN 979-12-5968-017-4
- Máire Mhac an tSaoi, Giovin signora (A Bhean Óg Ón), trad. di E. Brugnatelli, Lesmo (MB), EBS Print, 2021, ISBN 979-12-5968-340-3
- Máire Mhac an tSaoi, Chi era Meg Russell? (Cérbh í Meg Russell?), Lesmo (MB), EBS Print (in preparazione)
- E. Brugnatelli (trad. e cura), Poesie gaeliche d'Irlanda nel XX secolo (Antologia), Lesmo (MB), EBS Print, 2024, ISBN 979-12-5585-928-4
- Doireann Ní Ghríofa, Bugie (Lies), trad. ital. di A. Pozzi e M. Sonzogni, Milano, Biblion Edizioni, 2024, ISBN 978-88-3383-388-0